# Distrito de Rawicz
Rawicz (polaco: powiat rawicki) es un distrito (powiat) del voivodato de Gran Polonia (Polonia). Fue constituido el 1 de enero de 1999 como resultado de la reforma del gobierno local de Polonia aprobada el año anterior. Limita con otros seis distritos: al noroeste con Leszno, al norte con Gostyń, al este con Krotoszyn y Milicz, al sur con Trzebnica y al oeste con Góra; y está dividido en cinco municipios (gmina): cuatro urbano-rurales (Bojanowo, Jutrosin, Miejska Górka y Rawicz) y uno rural (Pakosław). En 2011, según la Oficina Central de Estadística polaca, el distrito tenía una superficie de 553,52 km² y una población de 60 056 habitantes.